# Zedernrevolution

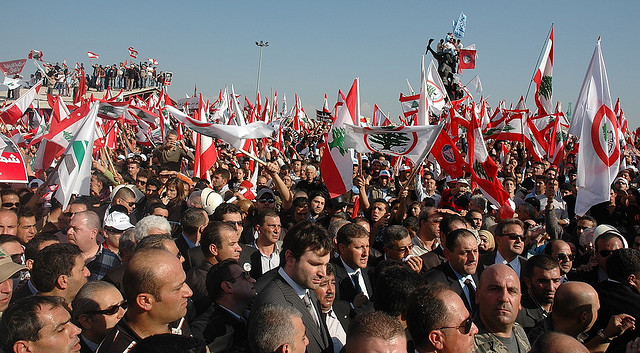
Demonstrationen bei der Beerdigung von Pierre Gemayel junior

Zedernrevolution (arabisch ثورة الأرز, DMG Ṯawrat al-Arz, französisch Révolution du Cèdre) ist die Bezeichnung für die Kette von Demonstrationen der bürgerlichen Gruppen im Libanon (hauptsächlich in Beirut), die durch ein tödliches Attentat auf den Fahrzeugkonvoi des ehemaligen libanesischen Premierministers Rafiq al-Hariri am 14. Februar 2005 ausgelöst wurde.
Die Primärziele der ursprünglichen Aktivisten waren der Rückzug der syrischen Truppen aus dem Libanon, die Einrichtung einer internationalen Kommission zur Untersuchung der Ermordung des Premierministers Hariri, der Rücktritt von Sicherheitsbeamten und die Organisation der freien parlamentarischen Wahlen. Die Demonstranten verlangten das Ende der syrischen Einflussnahme auf die libanesische Politik. Während der Periode der ersten Welle von Demonstrationen hatte Syrien eine Streitkraft von ungefähr 14.000 Soldaten und Geheimagenten im Libanon unterhalten. Nach den Demonstrationen zogen sich die syrischen Truppen vollständig am 27. April 2005 aus dem Libanon zurück. Die pro-syrische Regierung unter Omar Karami wurde aufgelöst, damit war das Hauptziel der Revolution erreicht. Die Attentatsserie riss im Verlauf des Jahres allerdings nicht ab, ihr fielen noch weitere anti-syrische Politiker und Journalisten zum Opfer.
Die Opposition hatte als ihr Symbol einen weißen und roten Schal sowie das blaue Band der Pro-Hariri-Bewegung gewählt. Populäre Mottos der Bewegung waren Horriyeh, Siyadeh, Istiqlal („Freiheit, Souveränität, Unabhängigkeit“) und Haqiqa, Horriyeh, Wahdeh wataniyeh („Wahrheit, Freiheit, nationale Einheit“).

## Ziel
Das Hauptziel der Zedernrevolution war das Ende der syrischen militärischen Besetzung des Libanon, die seit 1975 angedauert hatte. Zusätzlich verlangten viele Libanesen die Rückkehr des ehemaligen Premierministers Michel Aoun, der seit 1989 im Exil war, und die Freigabe des inhaftierten Vorsitzenden der Forces Libanaises, Samir Geagea, als Ziel der Revolution.
Andere Ziele, deren Erfüllung manchmal angegeben wird, sind:
- Vereinigung aller Libanesen in ihrem Kampf für Freiheit und Unabhängigkeit
- Beseitigung des pro-syrischen Regimes Karamis
- Entlassung der sechs libanesischen Kommandanten der Sicherheitsdienstes einschließlich des Generalstaatsanwalts
- Durchführung des kompletten Rückzugs der syrischen Truppen und ihrer Sicherheitsdienste aus dem Libanon
- Aufdeckung der Mörder von Ministerpräsident Rafik Hariri
- Durchführung freier und demokratischer Parlamentswahlen im Frühjahr 2005 unabhängig von syrischer Einflussnahme

## Ursprung des Namens
Der Name „Zedernrevolution“ ist eine Bezeichnung, die durch die US-Unterstaatssekretärin für globale Angelegenheiten Paula J. Dobriansky in einer Pressekonferenz geprägt und verwendet wurde, um einen Vergleich mit der Rosenrevolution in Georgien, der Orangen Revolution in der Ukraine und der „Purpurroten Revolution“ (wie sie von George W. Bush beschrieben wurde) im Irak zu ziehen. Sie wird auch als Intifada-Al-Istiqlal des Libanons oder als Zedernfrühling (Rabi’ el Arz) bezeichnet, Bezug nehmend auf die Jahreszeit, die herrschte, als die Proteste zuerst ausbrachen und auch als Anspielung zu berühmten Freiheits- und Unabhängigkeitsbewegungen wie dem Prager Frühling. Daran schließen die Namen an, die durch die örtlichen Medien, wie die LBC und Future TV verwendet werden, um die Ereignisse zu benennen: Unabhängigkeit des Libanon (Istiqlal Lubnan) oder Libanon-Frühling (Rabi' Lubnan) oder einfach nur Unabhängigkeit 05. Manchmal wird auch Arabischer Frühling verwendet. Die Zeder bezieht sich auf das nationale Wahrzeichen, die Libanonzeder, den Baum, der auf der Flagge Libanons abgebildet ist. Vor Jahrhunderte langen Abholzungsperioden, vor allem im Taurusgebirge, war der Libanon ein stark und vor allem mit Libanon-Zedern bewaldetes Land.

## Ermordung von Rafik Hariri
Am 14. Februar 2005 wurde der populäre ehemalige libanesische Ministerpräsident Rafiq al-Hariri durch einen Autobombenanschlag ermordet, wobei 21 Menschen getötet und fast 100 weitere verwundet wurden. Der ehemalige Minister der Wirtschaft und des Handels Bassel Fleihan starb später an den Verletzungen, die er bei der Explosion erlitt. Das Attentat löste Massendemonstrationen aus, die offensichtlich große Teile der normalerweise zersplitterten libanesischen Bevölkerung vereinigten. Es war das zweite Ereignis innerhalb von vier Monaten; der ehemalige Minister und Parlamentsabgeordnete Marwan Hamadéh hatte einen Autobombenanschlag am 1. Oktober 2004 überlebt.
Trotz des Mangels jeglicher grundlegender überzeugender Beweise, der irgendeine Partei oder Einzelpersonen beschuldigte, richtete sich die libanesische und internationale Empörung über den Mord hauptsächlich gegen die syrische Regierung. Die Gründe hierfür waren ihr umfangreicher Militär- und Geheimdiensteinfluss im Libanon sowie der allgemeine Riss zwischen Hariri und Damaskus kurz vor seinem letzten Rücktritt am 20. Oktober 2004. Am Tag nach dem Rücktritt Hariris wurde der ehemalige pro-syrische Ministerpräsident Omar Karami auf den Posten ernannt.
Der libanesische Drusenführer Walid Dschumblat, ein neuer Anhänger der anti-syrischen Opposition, ermutigt durch den öffentlichen Zorn und die bürgerlichen Aktivitäten, behauptete unmittelbar nach Hariris Ermordung, dass im August 2004 der syrische Präsident Baschar al-Assad Hariri bedrohte, indem er sagte „Lahoud bin ich... Wenn Sie und Chirac mich aus dem Libanon heraus wünschen, zerbreche ich den Libanon.“ Dschumblat wird zitiert, „als ich ihn jene Wörter sagen hörte, wusste ich, dass es sein Todesurteil war.“ Die Vereinigten Staaten, die EU und die UNO sind nicht so weit gegangen, Syrien offen zu beschuldigen, aber verlangten stattdessen den syrischen Rückzug aus dem Libanon und eine öffentliche und internationale Untersuchung der Ermordung. Die Bemerkungen Dschumblats sind nicht unumstritten; die BBC beschreibt ihn als „durch viele als die politische Wetterfahne des Landes angesehen“ – die ständig wechselnde Bündnistreue zu der jeweiligen tagesaktuellen Gewinnerseite, durch den Tumult des Bürgerkrieges von 1975 bis 1990 und der problematischen Nachkriegssituation. Er war nach dem Krieg ein Anhänger Syriens, wechselte aber die Seiten nach dem Tod des ehemaligen syrischen Präsident Hafiz al-Assad im Jahre 2000. Seine Aussage wird zitiert, aber nicht bestätigt, im FitzGerald-Bericht der UN. Der Report hält kurz davor an, Damaskus oder irgendeine andere Seite direkt zu beschuldigen, sagt aber, dass nur eine weitere vollständige internationale Untersuchung den Schuldigen benennen kann. Die libanesische Regierung stimmte dieser Untersuchung zwar zu, verlangte aber die volle Teilnahme seiner eigenen Organe und die Respektierung der libanesischen Souveränität. (siehe auch unten, Internationale Reaktion)
Am 21. Februar 2005 hielten Zehntausende von libanesischen Demonstranten eine Versammlung am Ort der Ermordung Hariris ab und verlangten ein Ende der syrischen Besetzung. Sie beschuldigten Syrien und den pro-syrischen Präsidenten Émile Lahoud, für den Mord verantwortlich zu sein. In den folgenden Wochen fand an fast jedem Montag eine Demonstration am Märtyrer-Platz (durch die Demonstranten auch Freiheitsplatz genannt) statt, zusätzlich zu der ständigen täglichen Versammlung dort.
Ähnliche Demonstrationen wurden durch libanesische Einwanderer auch in einigen Städten auf der ganzen Welt abgehalten, einschließlich Sydney (wo über 10.000 Menschen demonstrierten), San Francisco, Paris, Düsseldorf, Montreal und London. Es wird angenommen, dass der Bruch Syriens mit Hariri durch dessen Opposition zur umstrittenen syrisch-unterstützten Verfassungsänderung entstanden ist, die die Amtszeit Lahouds als Präsident verlängerte.

## Zeitreihe

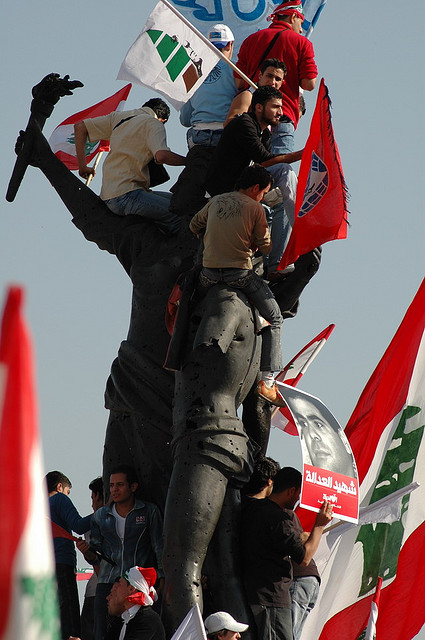
Demonstranten versammeln sich am Place des Martyrs

Zahlreiche Attentate und Explosionen markieren den Verlauf der Unruhen im Frühjahr 2005. Am 19. März 2005, gegen Mitternacht, erschütterte eine Explosion ein als Wohnort und Gewerbeansiedlung genutztes Gebiet in dem nördlich von Beirut gelegenen Vorort Jdeidéh und verletzte dabei elf Personen. Bereits 4 Tage später, am frühen Morgen des 23. März 2005 zerriss eine Bombe in einem Einkaufszentrum in Kaslik, nahe dem Hafen von Jounieh, ungefähr 15 km nördlich von Beirut, eine nicht identifizierte Person und zwei indische Arbeiter und tötete sie. Ein Libanese wurde dabei schwer verletzt. Die Bombe brachte das Dach des Einkaufszentrums zum Einsturz und ließ Fenster der Geschäfte zerbersten. Das Gebiet galt als das Herzland der christlichen, anti-syrischen Opposition. Präsident Émile Lahoud ordnete eine Untersuchung an. Seinerseits wurde ausgeführt, dass der Angriff versucht wurde, um den Libanon „in Chaos und Furcht“ zu treiben, und erneuerte den Aufruf zu Diskussionen zwischen Opposition und loyalen Regierungspolitikern „als Mittel, den gegenwärtige Deadlock zu brechen und alle Unterschiede zu überbrücken.“ Die Opposition machte dagegen Anhänger Syriens für die neue Gewalttätigkeit verantwortlich. Sie hätten es nach Ansicht der oppositionellen Kräfte darauf abgesehen, Unruhe zu schüren und damit die Anwesenheit der syrischen Truppen im Libanon zu rechtfertigen. „Es ist klar, dass die, die diesen Angriff durchführten, auf die Sicherheit und die Stabilität des Landes zielen“, erklärte der oppositionelle Abgeordnete Faris Bouez Reportern vor Ort.
In der Nacht zum Sonntag, dem 27. März 2005 explodierte eine große Bombe in einem überwiegend christlichen Vorort von Beirut, verursachte umfangreiche Beschädigung, tötete zwei indische Staatsangehörige, die dort arbeiteten, und verletzte acht andere Menschen. Die Vereinigten Staaten und der Generalsekretär der Vereinten Nationen Ban Ki-moon verurteilten den Angriff, forderten ein Ende der Gewalttätigkeiten und verlangten verbesserte Sicherheitsmaßnahmen. Die Explosion verursachte in Beirut Panik und eine wachsende Besorgnis über die verschlechterte Stabilität. Pro-syrische Terrorgruppen wurden als Täter vermutet, die durch ein Untergraben der Stabilität des Landes dem Rückzug der syrischen Truppen entgegenzuwirken versuchten, obgleich keine konkreten Personen oder Gruppen als Verdächtige genannt wurden.
Am Donnerstag, dem 31. März 2005, traf eine Gruppe von 70 oppositionellen Parlamentsmitgliedern zusammen. Sie verlangten eine neutrale Überwachung der Durchführung der für den 31. Mai 2005 geplanten Wahlen. In einer Entschließung wurde von ihnen ausgeführt, dass „die Behörden arbeiten, um die Wahlen durch einen gefährlichen Versuch, die Vollmacht des gegenwärtigen Parlaments auszudehnen, zu sabotieren.“ Die Opposition kritisierte das Staatsoberhaupt Émile Lahoud, Parlamentssprecher Nabih Berri und das Parlament als die Verantwortlichen für diese Situation und verlangte, dass diese „ihren Verpflichtungen ohne Verzögerungstaktiken nachkommen.“ Dieses war in Erwiderung auf den Aufschub des offiziellen Rücktrittes von Ministerpräsident Omar Karami, der am 5. April stattfinden hätte sollen, aber dann bis mindestens zum 8. April hinausgeschoben wurde. Karami wurde gezwungen, erneut zurückzutreten, nachdem er wiederernannt worden war, weil er es nicht schaffte, Mitglieder der Opposition zu überzeugen, an einer Regierung der nationalen Einheit teilzunehmen.
Am 18. April 2005 starb der ehemalige Minister für Wirtschaft und Handel, Bassel Fleihan in Paris an den Verletzungen, die er sich bei der Bombenexplosion am 14. Februar zugezogen hatte. Fleihan saß während der Explosion neben Hariri. Dabei erlitt er Verbrennungen von über 95 % seiner Körperoberfläche.
Am 6. Mai 2005 wurden 22 Menschen bei einem Anschlag in Jouniéh verwundet. Entgegen ersten Berichten war bei der Explosion niemand getötet worden.
Am 2. Juni 2005 tötete eine Autobombe in einem überwiegend christlichen Viertel von Beirut Samir Kassir, einen prominenten anti-syrischen Journalisten, der für die An-Nahar-Zeitung schrieb. Samir Kassir war auch einer der Gründer der Demokratischen Linksbewegung. Am späten Abend des 2. Juni 2005 kamen Tausende von Libanesen zusammen, um ihren Respekt für Samir Kassir zu erweisen.

## Unmittelbare Auswirkungen
Zusätzlich zu den Autobomben, die über ganz Libanon verteilt waren, sind Amnesty International zufolge im Libanon seit der Ermordung des ehemaligen libanesischen Premierminister Rafiq al-Hariri am 14. Februar 2005 zehn syrische Arbeiter getötet und andere geschlagen, beschossen, bedroht oder beraubt worden. Libanesische Angreifer legten Feuer an Zelten und anderen temporärem Wohnungen syrischer Arbeiter.

## Rücktritt der Regierung

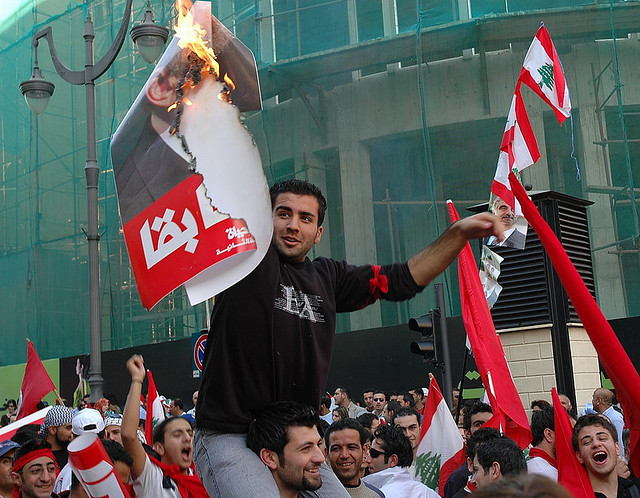
Protestler verbrennen Plakate von Émile Lahoud

Die täglichen Proteste gegen die syrische Besetzung zogen 25.000 Leute an. Während in den neunziger Jahren die meisten anti-syrischen Demonstrationen überwiegend christlich waren und durch Gewalt unterdrückt wurden, waren die neuen Demonstrationen deutlich nicht von Konfessionen beeinflusst und die Regierung reagierte nicht mit Gewalt oder Niederschlagung.
Am 28. Februar trat die Regierung des pro-syrischen Ministerpräsidenten Omar Karami zurück und verlangte vorzeitige Wahlen. Karami sagte in seiner Ansage: „Die Regierung ist nicht scharf darauf, eine Hürde vor denen zu sein, die das Gute für dieses Land wünschen.“ Die zehntausenden am Märtyrer-Platz jubelten der Bekanntmachung zu und sangen dann: „Karami ist gefallen, die Reihe kommt an Sie, Lahoud und Sie, Baschar.“
Die Parlamentsmitglieder der Opposition waren mit dem Rücktritt Karamis nicht zufrieden, sondern drängten auf einen völligen Rückzug Syriens aus dem Libanon. Marwan Hamadeh sagte: „Ich beschuldige diese Regierung zumindest der Anstiftung, der Nachlässigkeit und der Fehler und mehr noch zum Decken der Planung... wenn nicht sogar der Durchführung.“ Am 23. März 2005 bat der libanesische Richter Michel Abu Arraj, der für die interne libanesische Untersuchung der Ermordung verantwortlich war, wegen eines vollen Gerichtszeitplans abberufen zu werden.

## Internationale Reaktionen
Die Ermordung Hariris löste erhöhten internationalen Druck auf Syrien aus. In einer gemeinsamen Erklärung verurteilten US-Präsident George W. Bush und der französische Präsident Jacques Chirac die Tötung und verlangten die volle Umsetzung der am 2. September 2004 verabschiedeten UN-Resolution 1559, welche den völligen Rückzug der syrischen Truppen aus dem Libanon und die Entwaffnung der Hisbollah-Miliz im Südlibanon verlangt.
Zeitweilig gab es Irritation über den Umfang, in dem Syrien zu einem Rückzug aus dem Libanon bereit war. Amr Moussa, der Vorsitzende der Arabischen Liga erklärte, dass der syrische Präsident Assad ihm einen stufenweisen Abzug über einen zweijährigen Zeitraum versprach, aber der syrische Informationsminister Mahdi Dakhlallah sagte, dass Moussa den syrischen Führer missverstanden hatte. Dakhlallah sagte, dass Syrien seine Truppen nur in den Ostlibanon verschiebt. Danach erklärte Syrien, dass die Resolution 1559 vollständig erfüllt werde und zwar eher innerhalb von Monaten anstatt von Jahren.
Am 15. März 2005, nachdem Informationen bekannt geworden waren, dass die libanesischen Behörden Beweise hinsichtlich Hariris Ermordung vor der von der UN eingesetzten Untersuchungskommission verdeckt gehalten hatten, behauptete der Kolumnist Robert Fisk, dass Hariris zwei Söhne aus dem Libanon geflohen waren, nachdem sie gewarnt wurden, dass auch ihnen die Ermordung drohe.
UN-Generalsekretär Kofi Annan setzte in Erwiderung auf einen Antrag des UN-Sicherheitsrats eine aus irischen, ägyptischen und marokkanischen Fachleuten gebildete und von dem Iren Peter FitzGerald geführte Kommission ein, um die Ermordung zu untersuchen. Noch bevor der FitzGerald-Bericht veröffentlicht wurde, sagte Annan, dass eine weitere, umfangreichere Untersuchung notwendig sein kann. FitzGerald dankte der libanesischen Regierung vor der Abreise für ihre Mitarbeit. Der Report nennt die syrische Anwesenheit im Libanon als Faktor, der zur Instabilität und zur Polarisierung beitrug, die der Ermordung voranging. Der Report kritisiert auch die libanesische Regierung und die Nachrichtendienste für die Behandlung ihrer eigenen Untersuchungen in der Angelegenheit und nennt sie verfälscht und ergebnislos. Die libanesische Regierung beschrieb im Gegenzug den Bericht als „wirklichkeitsfremd“ und kritisierte die UNO-Mannschaft, nicht eine ausgedehntere Teilnahme der Regierung an der Untersuchung gesucht zu haben. Die Regierung stimmte einer weiteren, kompletteren internationalen Untersuchung zu, aber beharrte darauf, dass jede zukünftige Untersuchungskommission mit der Regierung zusammenarbeiten müsse. Bei einer Pressekonferenz am 25. März 2005 sagte der libanesische Außenminister Mahmoud Hammoud, dass von der Untersuchungskommission erwartet würde, innerhalb eines festgelegten Rahmens „in Zusammenarbeit mit dem Staat zu arbeiten.“

### Syrische Reaktion
Am 2. März 2005 verkündete der syrische Präsident Baschar al-Assad, dass seine Truppen den Libanon „in den nächsten Monaten“ vollständig verlassen würden. Drusenführer Walid Dschumblat sagte, dass er von Damaskus mehr Einzelheiten über den möglichen Rückzug hören wollte: „es ist eine nette Geste, aber ‚die nächsten Monate‘ ist ziemlich vage – wir benötigen einen klar-gefassten Fahrplan.“ Die Schließung und Verlegung des syrischen Militärs und der Büros der Nachrichtendienste und der Kontrollpunkte in der Hauptstadt und außerhalb, zusammen mit erheblichen Truppenbewegungen, deutet in Richtung auf einen vollen Abzug, obgleich US-Außenministerin Condoleezza Rice vorsichtigen Optimismus ausdrückte.
Am 3. März 2005 verlangten Deutschland und Russland (Syriens Verbündeter in der Zeit des Kalten Krieges) von Syrien, in die Umsetzung der UN-Resolution 1559 einzuwilligen. Der damalige deutsche Bundeskanzler Gerhard Schröder meinte dazu: „dem Libanon sollte eine Gelegenheit zur Souveränität und Entwicklung gegeben werden und diese können nur erreicht werden, indem man die Sicherheitsratsresolution umsetzt, welche den sofortigen syrischen Rückzug aus dem Libanon verlangt.“
Der russische Außenminister Sergei Lawrow sagte: „Syrien sollte aus dem Libanon abziehen, aber wir müssen alle überprüfen, ob dieser Rückzug nicht die sehr zerbrechliche Balance verletzt, die wir noch im Libanon haben, der ethnisch ein sehr schwieriges Land ist.“
Am 5. März erklärte der syrische Präsident Assad in einer im Fernsehen übertragenen Rede, dass Syrien seine Streitkräfte in die Bekaa-Ebene im Ostlibanon zurückziehen würde und dann zur Grenze zwischen Syrien und dem Libanon. Er nannte keinen Zeitplan für eine komplette Zurücknahme der syrischen Kräfte vom Libanon.
Am Wochenende vom 9. und 10. April 2005, dem Jahrestag des Ausbruchs des libanesischen Bürgerkrieges, verließen die letzten syrischen Truppen den Libanon, nach 30 Jahren ihre Anwesenheit in dem Land beendend.

### Reaktionen in der arabischen Welt
Die arabischen Staaten stimmten in die Rückzugsforderungen ein. Als Assad in Saudi-Arabien für Dringlichkeitsberatungen mit dem damaligen Kronprinz Abdullah ibn Abd al-Aziz zusammenkam, wurde Assad unmissverständlich erklärt, dass Syrien der Resolution 1559 des UN-Sicherheitsrats UNO sofort entsprechen müsse. Durch die oppositionelle libanesische Zeitung The Daily Star wurde berichtet, dass Assad angeboten hatte, die meisten der 15.000 Mann starken Truppe Syriens im Libanon zu entfernen, aber während der Gespräche darauf bestanden hatte, 3000 Soldaten im Land zu belassen. Dies wurde nicht unabhängig bestätigt.
Das jährliche Gipfeltreffen der Arabischen Liga, das am 23. März 2005 in Algerien stattfand, forderte Syrien nicht zum Rückzug auf, was dem ganzen eine arabische Aufschrift gegeben hätte, wie in dem Abkommen von Taif aus dem Jahre 1989 vorgesehen, und machte daher den Abzug eher abhängig von der Resolution 1559. Algeriens Außenminister Abdelaziz Belkhadem gab an, dass „wir ganz damit einverstanden waren, die Umsetzung der Taif-Übereinkunft in Bezug auf internationale Legitimität zu verlangen.“ Umstrittenerweise war die Krise im Libanon nicht auf der Tagesordnung für das Gipfeltreffen enthalten, an welchem fast die Hälfte der arabischen Führer nicht teilnahm.

## Pro-Syrische Demonstrationen
Der Führer der Hisbollah Hassan Nasrallah rief zu einer „massiven Volksversammlung“ am 8. März auf, die Syrien unterstützen und Israel und die Vereinigten Staaten des Einmischens in die internen Angelegenheiten Libanons beschuldigen sollte. Nasrallah kritisierte auch die UN-Resolution 1559: „der Widerstand gibt nicht seine Waffen auf..., weil der Libanon den Widerstand benötigt, um sich zu verteidigen“, und fügte hinzu „alle Artikel der UN-Resolution geben dem israelischen Feind, der verantwortlich gemacht werden sollte für seine Verbrechen, freie Dienstleistungen und jetzt stellt dieser fest, dass er für seine Verbrechen belohnt wird und alle Forderung erreicht.“
Die Demonstration in Beirut stellte die früheren anti-syrischen Demonstrationen in den Schatten; CNN gab an, dass einige Nachrichtenagenturen die Masse auf 200.000 Menschen schätzte, die Associated Press schätzte, dass es mehr als 500.000 pro-syrische Demonstranten gab, während die New York Times und die Los Angeles Times nur von „Hunderttausenden“ schrieben und Al Jazeera über 1,5 Millionen berichtete. Die überwiegend schiitischen Demonstranten hielten Abbildungen des syrischen Präsidenten Baschar al-Assad und Plakate, auf denen in englischer Sprache zu lesen war: „No for the American Intervention.“ Einige anti-syrische Medien gaben an, dass viele der etwa 500.000 syrischen Gastarbeiter im Libanon an der Demonstration teilgenommen hatten. Die Demonstration unterstrich auch die Ablehnung der Resolution 1559, deren Forderung nach der Auflösung aller libanesischen Milizen das Bestehen des militärischen Flügels der Hisbollah bedroht, der Kraft, der am meisten die Befreiung des Südlibanon zugeschrieben worden war.
Zehn Tage nach seinem Rücktritt war Omar Karami wieder zum Ministerpräsidenten ernannt und ersuchte die Opposition, an der Regierung bis zu den Wahlen teilzunehmen, die für April 2005 angesetzt waren. Am 13. März demonstrieren, Berichten zufolge, Zehntausende in der südlibanesischen Stadt Nabatäa zur Unterstützung Syriens und gegen die UN-Resolution 1559. Die Kundgebung in Tripoli wurde abgesagt.

## Wieder auflebende Gegendemonstrationen
Am 14. März 2005, genau einen Monat nach der Ermordung Rafik Hariris, versammelten sich Hunderttausende konfessionell verschiedener Libanesen, einschließlich Christen, Drusen, Schiiten und Sunniten im Zentrum Beiruts und riefen „Freiheit, Hoheit, Unabhängigkeit“ und trugen eine riesige libanesische Flagge. Sie stammten aus dem ganzen Land und viele waren wegen des starken Andrangs nicht imstande, die Stadt zu betreten. Die friedliche Kundgebung wird als „die größte Demonstration, die überhaupt im Libanon gesehen wurde“ bezeichnet, mit Schätzungen der Beteiligung, die von 800.000 bis mehr als eine Million reichen. Die internationalen Nachrichtenmedien schätzten auch, dass sie beträchtlich größer als die vorherige pro-syrische Kundgebung war. Zu der Demonstration wurde durch die unterschiedlichen Parteien der anti-syrischen Opposition (einschließlich der Hariri-Familie und anderen Gruppierungen) aufgerufen und wurde durch unterschiedliche private Medien, Future TV, ein Privatunternehmen, das Teil eines Medienunternehmens in Hariri-Familienbesitzes ist und die Lebanese Broadcasting Corporation LBC, die der christlichen Partei Forces Libanaises ausgerichtet ist.
Die Demonstration fand auf dem Märtyrerplatz statt, der Stelle von Hariris Grab und der Mitte der großteils durch Bemühungen Hariris wiederaufgebauten Stadt. Während des libanesischen Bürgerkrieges hatte der Nahkampf zwischen den verfeindeten Gruppen den Bereich des Märtyrerplatzes zu einer unwegsamen Mondlandschaft gemacht. In der Tat war die libanesische Einheit ein wichtiges Thema der Demonstration: sowohl ein Halbmond als auch ein Kreuz waren auf den Gesichtern der Demonstranten und ihrer Fahnen gemalt, und verschleierte Frauen standen neben solchen mit bloßen Bauch und Nabelpiercings.
Die libanesischen Demonstranten verlangten eine internationale Untersuchung des Hariri-Mordes, die Entlassung des syrisch-unterstützten Sicherheitschefs in der libanesischen Regierung und den völligen Rückzug Syriens aus dem Libanon.

## Rückzug der syrischen Truppen
Am 26. April 2005 berichteten internationale Nachrichtenagenturen und die UNO, dass die letzten syrischen Truppen und Mitarbeiter der syrischen Nachrichtendienste im Rahmen des Truppenabzuges die Grenze überschritten hätten. Die syrische Regierung teilte den Vereinten Nationen mit, dass sie ihre Truppen in Übereinstimmung mit der im September 2004 angenommenen UN-Resolution 1559 zurückgezogen habe. In einer Note an die UNO schrieb der syrische Außenminister Farouk Al-Schara, dass sein Land „sie offiziell informiert, dass die syrischen arabischen Streitkräfte, die im Libanon stationiert waren, auf Bitten des Libanon und unter einem arabischen Mandat das ganze Militär, den Sicherheitsapparat und Anlagen vollständig abgezogen haben.“ Am 27. April 2005 feierten die Libanesen den FREE-FROM-SYRIA day. Die Washington Post berichtete jedoch: „Syrien hat einen bedeutenden Teil seiner Nachrichtendienstpräsenz im Libanon nicht abgezogen und seine gestrige Behauptung untergraben, seine 29-jährige Intervention bei seinem westlichen Nachbarn beendet zu haben, sagten Offizielle der Vereinigten Staaten, Europas und der Vereinten Nationen.“ Diese Behauptung wurde von Condoleezza Rice am 25. Mai 2005 erneuert.

## Welle der Demokratie?
Sowohl Teilnehmer als auch Beobachter der Zedernrevolution haben sich gefragt, ob die Bewegung durch andere die Demokratie unterstützende Ereignisse der letzten Zeit beeinflusst wurde. Die Präsidentschaftswahlen in Afghanistan, im Irak und in den Palästinensischen Autonomiegebiete, die Aussage, dass der ägyptische Präsident Hosni Mubarak Mehrparteienwahlen zulässt, sowie Kommunalwahlen im Königreich von Saudi-Arabien und die Orange Revolution in der Ukraine können Beispiele in Richtung zu einer demokratischen Regierungsform gegeben haben. Der libanesische Drusenführer Walid Dschumblat sagte einem Reporter der Washington Post: „Es ist merkwürdig für mich es zu sagen, aber dieser Prozess der Änderung hat wegen der amerikanischen Invasion des Irak begonnen. Ich war über den Irak zynisch. Aber, als ich die irakischen Leute vor drei Wochen wählen sah, 8 Millionen von ihnen, war es der Anfang einer neuen arabischen Welt.“ In diesem Sinne ist die Zedernrevolution auch eine Dividende des globalen War on Terror, den die Bush-Regierung ausgerufen hatte. In der Tat hatte das Middle East Media Research Institute, welches die Medien auswertet, registriert, dass er sagte: „Die Achse des Öles ist gegenwärtig im größten Teil der amerikanischen Regierung, anfangend mit dem Präsidenten, dem Vize-Präsidenten und den Top-Beratern, [Condoleezza] Rice, die Öl-gefärbt ist, während die Achse der Juden präsent ist mit Paul Wolfowitz, dem führenden Falken, der [Amerika] anreizt, den Irak zu besetzen und zu zerstören.“
Andere Meinungen gehen dahin, dass der libanesische Zorn gegen die wahrgenommene syrische Hegemonie über Jahrzehnte schlummerte und es die Ermordung eines populären Führers war, welcher der Bewegung der Funken gab, unabhängig von fremden und regionalen Entwicklungen. Der libanesische Oppositionsführer und Zeitungskolumnist Samir Kassir schrieb: „Demokratie verbreitet sich in der Region nicht wegen George Bush, sondern trotz ihm.“ Kassir machte eher den palästinensischen Aufstand als Inspiration der libanesischem Aktivisten verantwortlich.
Andere warnen, dass sich sehr wenig wirklich geändert, abgesehen von dem sichtbaren Verschwinden der syrischen Soldaten von den Randgebieten der libanesischen Städte und dass sich die syrische Steuerung der libanesischen Außenpolitik und des Handels noch andauern. Einige Kritiker argumentieren, dass der Rausch, eine angenommene Revolution zu feiern, viel zu vorzeitig war.
Als Omar Karami versagte, eine Regierung zu bilden, trat er am 13. April 2005 endgültig zurück und Parlamentswahlen wurden für die Periode vom 29. Mai bis 19. Juni 2005 ausgerufen. Saad Al-Hariri bildete einen anti-syrischen Block, der schließlich 72 der 128 vorhandenen Sitze in der aus einer Kammer bestehenden Nationalversammlung gewann.
Nach den Luftangriffen Israels auf den Libanon im Juli 2006 war die Position der Vereinigten Staaten gefordert, hinsichtlich ihrer erklärten starken Unterstützung für die Siniora-Regierung, die schließlich aus der sogenannten Zedernrevolution resultierte. Die Vereinigten Staaten haben, obwohl sie von Syrien erwarteten, seine Kontakte zum Einfluss auf die Hisbollah zu nutzen, verweigert, Einfluss auf Israel zu nehmen. Dies unterstrich die Zerbrechlichkeit der Siniora-Regierung. Einige argumentieren, dass die US-Passivität gegenüber Israel im Juli 2006 den begrenzten Umfang der amerikanischen Verpflichtung zum Überleben der Siniora-Regierung zeigte. Es ist diskutierbar, ob das Fehlen der Unterstützung für Siniora es ermöglichte, dass der syrische Einfluss wiedererstarkte.
Es wird argumentiert, dass die Ereignisse vom Juli 2006 die Komplexität des Hintergrundes der US-amerikanischen Unterstützung für die Zedernrevolution zeigen, angesichts der amerikanischen Passivität im Hinblick auf die Luftangriffe Israels gegen libanesische Ziele.

## Weiterführende Literatur
- Kurt Schock: Unarmed Insurrections. People Power Movements in Nondemocracies (= Social Movements, Protest, and Contention. Bd. 22). University of Minnesota Press, Minneapolis MN u. a. 2005, ISBN 0-8166-4192-7.
- Martin Kraft, Muzna Al-Mazri, Heiko Wimmen, Natascha Zupan: Walking the Line. Strategic Approaches to Peacebuilding in Lebanon. Heinrich-Böll-Stiftung, Dezember 2008